# Льюис, Норман
Норман Льюис англ. Norman Lewis (28 июня 1908 — 22 июля 2003) — английский писатель и журналист.

## Биография
Норман Льюис родился в Форти-Хилл в боро Лондона Энфилде. После окончания школы в годы Великой депрессии работал свадебным фотографом, аукционистом, помощником оптового торговца, мотогонщиком. В 1935 году по заданию Министерства внутренних дел посетил Йемен с разведывательной миссией. Во время Второй мировой войны был военным фотокорреспондентом, побывал в Италии. Хотя первую книгу он написал в 1935 году, издаваться он начал с 1948 года, когда был опубликован его роман «Самара».
В 50-х годах он путешествовал по Юго-восточной Азии: посетил французский Индокитай, Лаос, Индонезию. В 1958 году по поручению Яна Флеминга, который работал тогда в британской разведке, побывал на Кубе, чтобы оценить возможность победы Фиделя Кастро в войне против режима Батисты. Во время этой поездки Норман Льюис встретился с резидентом британской разведки на Кубе. За этой встречей незамеченным наблюдал Грэм Грин. Впоследствии описание этой встречи вошло как эпизод в роман «Наш человек в Гаване».
В 1975 г. Норман Льюис опубликовал роман «Сицилийский специалист» о заговоре итальянской, американской мафии и ЦРУ с целью убийства президента США Джона Кеннеди.
За свою жизнь Норман Льюис был женат трижды. Первой женой была Эрнестина, дочь адвоката сицилийской мафии. Опыт первой женитьбы позволил Льюису в написании книги очерков о сицилийской мафии «Достопочтенное общество».
Грэм Грин в 1988 году в рецензии к роману «Миссионеры» назвал Нормана Льюиса одним из лучших писателей Великобритании XX века.
Скончался Норман Льюис в городке Саффрон Уолден в графстве Эссекс.

## Книги
- Самара
- День лисицы
- От руки брата его
- Норман Льюис. Сицилийский специалист // Цель - президент. — М.: Политиздат, 1990. — 543 с. — ISBN 5-250-01190-X.
- Миссионеры
- Зримая тьма
- Вулканы над нами
- Норман Льюис. Бегство от мрачного экватора. Голоса старого моря. — М.: Прогресс, 1986. — 432 с.
- Норман ЛЬюис. Достопочтенное общество. Очерки сицилийской мафии. Перевод Татьяны Азаркович. — М.: Европейские издания/Paulsen, 2008.

## Статьи
- Достопочтенное общество (очерки о сицилийской мафии). New Yorker, 8 February 1964, 42-105.
- Миссия в Гавану